# Глаз тигра (фильм)
«Глаз тигра» (англ. Eye of the Tiger) — фильм-боевик 1986 года режиссёра Ричарда Сарафьяна с Гэри Бьюзи в главной роли.

## Сюжет
Ветеран Вьетнамской войны Бак Мэтьюз с женой и маленькой дочерью живёт в маленьком американском городке и работает прорабом на стройке. В местном баре происходит какой-то конфликт, Бак убивает оппонента и попадает в тюрьму.
Проходит несколько лет, Бак выходит из тюрьмы. Одновременно с ним выпускают его тюремного приятеля-кубинца, которому Бак спас жизнь. Кубинец, явно связанный с майамскими преступными группами, предлагает Баку поддержку и помощь.
По возвращении из тюрьмы Бак приезжает домой, устраивается на работу простым строителем, и пытается наладить прежнюю мирную жизнь. Но местный шериф пытается выставить Бака из городка. Бак в этом городе родился, вырос, отсюда во Вьетнам уходил, здесь сделал карьеру от простого рабочего до прораба, и уезжать, конечно же, не хочет.
Рядом с городком находится лагерь байкеров, торгующих наркотиками и оружием. У Бака с байкерами возникает конфликт. Через какое-то время байкеры пытаются изнасиловать Кристи, жену Бака. Затем врываются в его дом, устраивают разгром и убивают Кристи, а маленькую дочку похищают.
Бак пытается поднять на защиту города местных жителей, но они запуганы. Шериф же связан с байкерами и коррумпирован, а окружной прокурор не верит бывшему заключенному. Поэтому Бак берет дело правосудия в свои руки. Единственный человек, пришедший на помощь Баку — его старый приятель, отставной полицейский, негр Джей Би.
На специально оборудованном автомобиле, присланном кубинцем, Бак врывается в лагерь байкеров и после битвы спасает свою дочь. При этом гибнет шериф и главарь байкеров, а местные жители и копы, до этого момента остающиеся в стороне, приходят Баку на помощь.

## В ролях
- Гэри Бьюзи — Бак Мэтьюз
- Яфет Котто — Джей Би
- Сеймур Кассел — шериф
- Берт Ремсен — отец Хейли
- Дэниз Галик — Кристи Мэтьюз
- Джудит Барси — Дженифер Мэтьюз
- Уильям Смит — Блейд
- Кимберлин Браун — Даун
- Джо Брукс — Джейк
- Дуглас Дирксон — Джимми